# Blue Vibes (bài hát)
"Blue Vibes"là một bài hát của ca sĩ Ba Lan Margaret. Nó được ghi lại để quảng bá phiên bản tiếng Ba Lan của bộ phim hoạt hình 2017, Smurfs: The Lost Village. Bài hát cũng nằm trong trong album phòng thu thứ ba của Margaret Monkey Business (phát hành 2017). Đĩa đơn được phát hành vào ngày 17 tháng 3 năm 2017, chỉ ở Ba Lan. Nó được viết bởi Joakim Buddee, Ingrid Hägglund, Margaret và Dimitri Stassos, và được sản xuất bởi Stassos và Buddee.

## Video âm nhạc
Video âm nhạc cho"Blue Vibes", đã được phát hành vào ngày 17 tháng 3 năm 2017, được đạo diễn bởi Konrad Aksinowicz. Video có các cảnh được quay trong một studio với Margaret và một người mặc đồ Smurfette đang nhảy trên nền màu hồng trẻ con, cũng như các cảnh trong bộ phim Smurfs: The Lost Village.

## Tiếp tân quan trọng
Chris Halpin ' Wiwibloggs đã viết rằng bài hát"không thực sự đi quá xa so với những đề xuất mới nhất của Margaret. Có lẽ nó lạnh hơn một chút so với"Voi, với ít tiếng trống hung hăng hơn và cảm giác hồi hộp hơn theo nhịp.... Bài hát cũng không liên kết gì với các Smurf cả: đây không phải là một bài hát chủ đề, chỉ đơn thuần là một đoạn riff. Chúng tôi đang nghĩ"Can't Stop the Feeling!"Ở đây, các bạn ạ. Đó là một ca khúc trưởng thành phù hợp với giọng hát của Margaret và không hy sinh để phù hợp với chiến dịch PR, mà chỉ được tăng cường bởi nó." Mike Wass của Idolator tin rằng"giai điệu euro-pop kỳ cục này thậm chí còn hấp dẫn hơn""I'm a Lady"của Meghan Trainor, một ca khúc cũng được ghi lại cho Smurfs: The Lost Village.

## Lịch sử phát hành
| Khu vực | Ngày                | định dạng             | Nhãn                          | Ref.  |
| ------- | ------------------- | --------------------- | ----------------------------- | ----- |
| Ba Lan  | 17 tháng 3 năm 2017 | Tải xuống kỹ thuật số | Extensive Music Magic Records | [ 3 ] |